# Phare de Rockwell

Le phare de Rockwell ou phare de Bray's Point (en anglais : Rockwell Light), est un phare du lac Winnebago situé dans la zone portuaire d'Oshkosh dans le comté de Winnebago, Wisconsin.

## Historique
Le phare a été pensé par l'ancien sénateur du Wisconsin William Bray comme un moyen de marquer son port ainsi que l'entrée de la rivière Fox . Après avoir échoué à convaincre le gouvernement, il a trouvé un architecte qui a élaboré les plans en 1890, mais il est décédé cette année-là avant de pouvoir poursuivre les travaux. Bray a fait terminer le phare en 1910, qui est apparu sur les listes des phares pendant plusieurs décennies. William Bray avait payé le phare en utilisant ses propres fonds. 
Plus tard, après la reprise du trafic commercial dans le port, le gouvernement a réalisé l'importance de ce phare et a donc payé certaines de ses dépenses. Le phare a été vendu en 1917 et a changé de mains plusieurs fois avant qu'un travail de restauration ne soit effectué l'année suivante. Dans les années 1920, le phare était exploité par la Cook & Brown Lime Company, qui expédiait des marchandises le long de la rivière Fox. L'entreprise fut propriétaire du phare jusqu'en 1965 au moins, aucune autre information future n'est disponible. À un moment donné, le phare a été désactivé car la structure n'apparaît plus sur la liste officielle des gardes-côtes.
Le phare a été rénové dans les années 1980. Les propriétaires de l'ont ensuite restauré et rallumé la tour en 1986, à titre privé.

## Description
Le phare  est une tour octogonale en brique  de 13 m de haut, avec une lanterne ouverte en fer forgé. Le phare est de couleur crème et la lanterne est vert patiné.
Il émet, à une hauteur focale de 15 m, une lumière rouge continue . Sa portée n'est pas connue.
Identifiant : ARLHS : USA-1255 .

### Lien connexe
- Liste des phares du Wisconsin